# Чемпионат России по теннису
Чемпионат России по теннису — спортивное соревнование по теннису, ежегодно проводимое Федерацией тенниса России в рамках российского теннисного тура.

## История
В Российской империи чемпионат страны среди мужчин и мужских пар проводился с 1907 года, чемпионат среди женщин — с 1909 года, также проводился чемпионат в смешанном разряде. Первым чемпионом России в личном зачёте в июле 1907 года в Санкт-Петербурге стал Георгий Брей, первой чемпионкой среди женщин в 1909 году — Екатерина Полонская (Гиршфельд). С началом Первой мировой войны проведение турнира было приостановлено, последний чемпионат разыгран в 1914 году. Сильнейшим теннисистом того периода считается Михаил Сумароков-Эльстон, ставший 8-кратным чемпионом, в том числе 5-кратным в одиночном разряде (1910—1914); сильнейшей теннисисткой — Надежда Мартынова (Данилевская), 3-кратная чемпионка (1910—1912).
Независимый чемпионат России по теннису проводится с 1992 года. В нумерации турниров организаторы учитывают соревнования, проводившиеся в РСФСР, поэтому прошедший в 2023 году чемпионат официально стал 82-м по счёту.
В соревнованиях с самого первого независимого чемпионата участвовали и мужчины, и женщины. Разыгрывается 5 комплектов наград — в мужском и женском одиночном разряде, мужском и женском парном разряде, а также в миксте (cмешанный парный разряд).
С 2011 года соревнования бессменно проводятся в Казани, на кортах Казанской академии тенниса. В последние годы проводился в конце сентября — начале октября. В 2010-е годы и 2021 году победителям турниров предоставлялся wild card на Кубок Кремля.
Призовой фонд турнира в 2024 году составил 2,6 млн руб. (около 28 тыс. $), что эквивалентно турнирам ITF 25.

## Призёры

### Мужчины, одиночный разряд
| Сезон проведения | Место проведения             | Золото                           | Серебро                               | Бронза                        |
| 2006             | Тольятти                     | Михаил Кукушкин (Волгоград)      | Денис Мацукевич (Калининград)         | Андрей Черкасов (Москва)      |
| 2007             | Санкт-Петербург (Всеволожск) | Михаил Елгин (Санкт-Петербург)   | Денис Мацукевич (Калининград)         | Михаил Кукушкин (Волгоград)   |
| 2008             | Ханты-Мансийск               | Константин Кравчук (Москва)      | Евгений Донской (Электросталь)        | Денис Мацукевич (Калининград) |
| 2009             | Ханты-Мансийск               | Евгений Донской (Электросталь)   | Денис Мацукевич (Калининград)         | ?                             |
| 2010             | Ханты-Мансийск               | Валерий Руднев (Санкт-Петербург) | Евгений Донской (Электросталь)        | ?                             |
| 2011             | Казань                       | Михаил Елгин (Сочи)              | Илья Беляев (Москва)                  | Денис Мацукевич (Калининград) |
| 2012             | Казань                       | Евгений Кириллов (Королёв)       | Александр Лобков (Москва)             | ?                             |
| 2013             | Казань                       | Александр Лобков (Москва)        | Алексей Ватутин (Волгоград)           | Аслан Карацев (Таганрог)      |
| 2014             | Казань                       | Константин Кравчук (Москва)      | Александр Василенко (Санкт-Петербург) | Алексей Ватутин (Волгоград)   |
| 2015             | Казань                       | Алексей Ватутин (Волгоград)      | Антон Зайцев (Сочи)                   | Евгений Елистратов (Москва)   |
| 2016             | Казань                       | Евгений Тюрнев (Балашиха)        | Денис Мацукевич (Калининград)         | Александр Бублик (Гатчина)    |
| 2017             | Казань                       | Денис Мацукевич (Калининград)    | Иван Неделько (Санкт-Петербург)       | Павел Котов                   |
| 2018             | Казань                       | Иван Гахов (Московская область)  | Павел Котов (Москва)                  | Максим Ратнюк (Симферополь)   |
| 2019             | Казань                       | Иван Гахов (Московская область)  | Павел Котов (Москва)                  | Алибек Качмазов (Москва)      |
| 2020             | Казань                       | Павел Котов (Москва)             | Владимир Королёв (Москва)             | Константин Кравчук (Москва)   |
| 2021             | Казань                       | Алибек Качмазов (Москва)         | Александр Василенко (Санкт-Петербург) | Павел Котов (Москва)          |
| 2022             | Казань                       | Иван Неделько (Санкт-Петербург)  | Алибек Качмазов (Москва)              | Владимир Королёв (Москва)     |
| 2023             | Казань                       | Евгений Тюрнев (Всеволожск)      | Егор Агафонов (Рязань)                | Владимир Королёв (Москва)     |
| 2024             | Казань                       | Богдан Бобров (Пенза)            | Игорь Кудряшов (Москва)               | Максим Старостин (Москва)     |

### Женщины, одиночный разряд
| Сезон проведения | Место проведения             | Золото                         | Серебро                                          | Бронза                                            |
| 2006             | Тольятти                     | Алиса Клейбанова (Москва)      | Наталья Орлова (Тольятти)                        | Анастасия Пивоварова (Москва)                     |
| 2007             | Санкт-Петербург (Всеволожск) | Анастасия Пивоварова (Москва)  | Ярослава Шведова (Москва)                        | Юлия Калабина (Пермь)                             |
| 2008             | Ханты-Мансийск               | Елена Чалова (Уфа)             | Юлия Калабина (Пермь)                            | Татьяна Котельникова (Москва)                     |
| 2009             | Ханты-Мансийск               | Виталия Дьяченко (Москва)      | Юлия Калабина (Пермь)                            | ?                                                 |
| 2010             | Ханты-Мансийск               | Надежда Гуськова (Раменское)   | Екатерина Иванова (Москва)                       | ?                                                 |
| 2011             | Казань                       | Екатерина Иванова (Москва)     | Евгения Пашкова (Москва)                         | Марта Сироткина (Москва)                          |
| 2012             | Казань                       | Марта Сироткина (Москва)       | Маргарита Гаспарян (Москва)                      | ?                                                 |
| 2013             | Казань                       | Ирина Хромачёва (Москва)       | Маргарита Гаспарян (Москва)                      | Елизавета Куличкова (Новосибирск)                 |
| 2014             | Казань                       | Евгения Родина (Москва)        | Полина Монова (Уфа)                              | Марта Сироткина (Москва)                          |
| 2015             | Казань                       | Анна Калинская (Москва)        | Анастасия Фролова (Москва)                       | Анастасия Гасанова (Саратов)                      |
| 2016             | Казань                       | Анна Калинская (Москва)        | Вероника Кудерметова (Москва)                    | Полина Монова (Уфа)                               |
| 2017             | Казань                       | Анастасия Фролова (Москва)     | Анастасия Гасанова (Саратов)                     | Полина Монова (Уфа)                               |
| 2018             | Казань                       | Полина Монова (Уфа)            | Сабина Шайдуллина (Казань)                       | Анастасия Фролова (Москва)                        |
| 2019             | Казань                       | Анастасия Захарова (Волгоград) | Камилла Рахимова (Екатеринбург)                  | Анастасия Гасанова (Саратов)                      |
| 2020             | Казань                       | Анастасия Гасанова (Саратов)   | Дарья Мишина (Всеволожск, Ленинградская область) | Анастасия Тихонова (Одинцово, Московская область) |
| 2021             | Казань                       | Анастасия Тихонова (Одинцово)  | Полина Кудерметова (Татарстан)                   | Екатерина Макарова (Сочи, Краснодарский край)     |
| 2022             | Казань                       | Полина Кудерметова (Татарстан) | Екатерина Яшина (Саратов)                        | Мария Ткачёва (Екатеринбург)                      |
| 2023             | Казань                       | Мария Ткачёва (Екатеринбург)   | Виктория Михайлова (Казань)                      | Дарья Шадчнева (Химки)                            |
| 2024             | Казань                       | Анастасия Гасанова (Саратов)   | Екатерина Шалимова (Санкт-Петербург)             | Мария Головина (Санкт-Петербург)                  |

### Мужчины, парный разряд
| Сезон проведения | Место проведения             | Золото                                                           | Серебро                                                                 | Бронза                                                                        |
| 2006             | Тольятти                     | Сергей Демёхин (Москва) Константин Кравчук (Москва)              | Александр Красноруцкий (Обнинск) Александр Кудрявцев (Екатеринбург)     | Михаил Елгин (Санкт-Петербург) Денис Мацукевич (Калининград)                  |
| 2007             | Санкт-Петербург (Всеволожск) | Михаил Елгин (Санкт-Петербург) Дмитрий Власов (Тула)             | Павел Чехов (Москва) Виктор Козин (Сергиев Посад)                       | Сергей Кротюк (Сочи) Михаил Кукушкин (Волгоград)                              |
| 2008             | Ханты-Мансийск               | нет данных                                                       |                                                                         |                                                                               |
| 2009             | Ханты-Мансийск               | Илья Беляев (Москва) Евгений Донской (Электросталь)              | Александр Лобков (Москва) Александр Румянцев (Королев)                  | ?                                                                             |
| 2010             | Ханты-Мансийск               | Илья Беляев (Москва) Евгений Донской (Электросталь)              | Денис Мацукевич (Калининград) Валерий Руднев (Санкт-Петербург)          | ?                                                                             |
| 2011             | Казань                       | Аслан Карацев (Таганрог) Ричард Музаев (Балашиха)                | Эрванд Гаспарян (Сочи) Андрей Куманцов (Сочи)                           | Виталий Качановский (Москва) Сергей Стрелков (Москва)                         |
| 2012             | Казань                       | Евгений Кириллов (Королёв) Денис Мацукевич (Калининград)         | Виталий Решетников Михаил Фуфыгин (Самара)                              | ?                                                                             |
| 2013             | Казань                       | Михаил Елгин (Сочи) Денис Мацукевич (Калининград)                | Виктор Балуда (Балашиха) Аслан Карацев (Таганрог)                       | Алексей Ватутин (Волгоград) Александр Румянцев (Королев)                      |
| 2014             | Казань                       | Виктор Балуда (Балашиха) Евгений Карловский (Москва)             | Михаил Елгин (Сочи) Александр Лобков (Москва)                           | Александр Василенко (Санкт-Петербург) Даниил Медведев (Москва)                |
| 2015             | Казань                       | Иван Гахов (Юбилейный) Евгений Тюрнев (Балашиха)                 | Александр Василенко (Санкт-Петербург) Антон Зайцев (Сочи)               | Евгений Елистратов (Москва) Владимир Поляков (Москва)                         |
| 2016             | Казань                       | Виталий Козюков (Монино, Московская область) Михаил Елгин (Сочи) | Антон Зайцев (Сочи) Денис Клок (Евпатория, Крым)                        | Александр Бублик (Гатчина) Александр Лобков (Москва)                          |
| 2017             | Казань                       | Иван Гахов (Юбилейный) Денис Мацукевич (Калининград)             | Тимур Киямов (Казань) Александр Боборыкин (Казань)                      | Александр Лобков Евгений Тюрнев                                               |
| 2018             | Казань                       | Иван Гахов (Московская область) Денис Мацукевич (Калининград)    | Григорий Рыбенков (Московская область) Антон Чехов (Московская область) | Владимир Королёв (Москва) Александр Лобков (Москва)                           |
| 2019             | Казань                       | Михаил Елгин (Сочи, Краснодарский край) Павел Котов (Москва)     | Егор Агафонов (Тула) Алибек Качмазов (Москва)                           | Владимир Королёв (Москва) Андрей Уваров (Одинцово, Московская область)        |
| 2020             | Казань                       | Михаил Елгин (Сочи, Краснодарский край) Павел Котов (Москва)     | Егор Агафонов (Тула) Алибек Качмазов (Москва)                           | Александр Овчаров (Красногорск, Московская область) Евгений Филиппов (Москва) |
| 2021             | Казань                       | Максим Ратнюк (Симферополь) Савриян Данилов (Москва)             | Егор Агафонов (Тула) Алибек Качмазов (Москва)                           | Марат Шарипов (Татарстан) Тимур Киямов (Татарстан)                            |
| 2022             | Казань                       | Алибек Качмазов (Москва) Марат Шарипов (Казань)                  | Игорь Кудряшов (Москва) Данил Спасибо (Сочи)                            | Егор Агафонов (Тула) Даниэль Ибрагимов (Москва)                               |
| 2023             | Казань                       | Егор Агафонов (Рязань) Марат Шарипов (Казань)                    | Михаил Елгин (Сочи) Евгений Тюрнев (Всеволожск)                         | Игорь Кудряшов (Москва) Антон Чехов (Москва)                                  |
| 2024             | Казань                       | Александр Василенко (Санкт-Петербург) Владимир Королёв (Москва)  | Аристарх Сафонов (Раменское) Григорий Шебекин (Мытищи)                  | Михаил Елгин (Сочи) Антон Чехов (Москва)                                      |

### Женщины, парный разряд
| Сезон проведения | Место проведения             | Золото                                                     | Серебро                                                                      | Бронза                                                                         |
| 2006             | Тольятти                     | Мария Жаркова (Москва) Анастасия Пивоварова (Москва)       | Наталья Орлова (Тольятти) Елизавета Титова (Адлер)                           | Алиса Клейбанова (Москва) Арина Родионова (Тамбов)                             |
| 2007             | Санкт-Петербург (Всеволожск) | Мария Жаркова (Москва) Татьяна Котельникова (Москва)       | Ирина Коткина (Москва) Ярослава Шведова (Москва)                             | Юлия Калабина (Пермь) Евгения Пашкова (Москва)                                 |
| 2008             | Ханты-Мансийск               | Елена Чалова (Уфа) Василиса Давыдова (Москва)              | Юлия Калабина (Пермь) Виталия Дьяченко (Москва)                              | ?                                                                              |
| 2009             | Ханты-Мансийск               | Марта Сироткина (Москва) Юлия Калабина (Пермь)             | Анна Рапопорт Арина Марьенко (Москва)                                        | ?                                                                              |
| 2010             | Ханты-Мансийск               | Надежда Гуськова (Раменское) Мария Жаркова (Москва)        | Екатерина Иванова (Москва) Евгения Пашкова (Москва)                          | ?                                                                              |
| 2011             | Казань                       | Екатерина Иванова (Москва) Марта Сироткина (Москва)        | Маргарита Гаспарян (Сочи) Арина Марьенко (Москва)                            | Мария Жаркова (Москва) Евгения Пашкова (Москва)                                |
| 2012             | Казань                       | Маргарита Гаспарян (Москва) Валерия Соловьёва (Саратов)    | Анна Смолина (Татарстан) Полина Монова (Уфа)                                 | Евгения Пашкова (Москва) Юлия Калабина (Пермь)                                 |
| 2013             | Казань                       | Екатерина Бычкова (Москва) Евгения Родина (Москва)         | Арина Марьенко (Москва) Ирина Хромачёва (Москва)                             | Юлия Валетова (Подольск) Татьяна Котельникова (Москва)                         |
| 2014             | Казань                       | Екатерина Яшина (Казань) Полина Монова (Уфа)               | Вероника Кудерметова (Москва) Евгения Родина (Москва)                        | Евгения Пашкова (Москва) Анастасия Фролова (Москва)                            |
| 2015             | Казань                       | Полина Монова (Уфа) Ксения Лыкина (Казань)                 | Вероника Кудерметова (Москва) Валентина Ивахненко (Краснодар)                | Анна Калинская (Москва) Александра Поспелова (Химки, Московская область)       |
| 2016             | Казань                       | Натела Дзаламидзе (Москва) Вероника Кудерметова (Москва)   | Анастасия Фролова (Москва) Екатерина Яшина (Казань)                          | Полина Монова (Уфа) Ксения Лыкина (Казань)                                     |
| 2017             | Казань                       | Анастасия Фролова (Москва) Валентина Ивахненко (Краснодар) | Ольга Дорошина (Москва) Яна Сизикова (Москва)                                | Полина Монова (Уфа) Ксения Лыкина (Казань)                                     |
| 2018             | Казань                       | Натела Дзаламидзе (Москва) Анастасия Фролова (Москва)      | Ольга Дорошина (Москва) Полина Монова (Уфа)                                  | Александра Поспелова (Московская область) Мария Крупенина (Московская область) |
| 2019             | Казань                       | Анастасия Гасанова (Саратов) Анастасия Фролова (Москва)    | Елизавета Коклина (Казань) Полина Монова (Уфа)                               | Ольга Дорошина (Москва) Камилла Рахимова (Екатеринбург)                        |
| 2020             | Казань                       | Влада Коваль (Брянск) Софья Лансере (Москва)               | Натела Дзаламидзе (Москва) Ольга Дорошина (Москва)                           | Амина Аншба (Москва) Евгения Левашова (Москва)                                 |
| 2021             | Казань                       | Екатерина Вишневская Екатерина Казионова (Москва)          | Мария Крупенина (Балашиха, Московская область) Александра Поспелова (Москва) | Виктория Михайлова (Казань) Екатерина Маклакова (Екатеринбург)                 |
| 2022             | Казань                       | Софья Лансере (Москва) Мария Тимофеева (Москва)            | Анастасия Золотарёва (Сочи) Мария Крупенина (Балашиха)                       | Евгения Бурдина (Москва) Екатерина Шалимова (Санкт-Петербург)                  |
| 2023             | Казань                       | Екатерина Казионова (Москва) Виктория Михайлова (Казань)   | Мария Головина (Санкт-Петербург) Дарья Шадчнева (Химки)                      | Елизавета Коклина (Казань) Мария Ткачева (Екатеринбург)                        |
| 2024             | Казань                       | Анастасия Гасанова (Саратов) Мария Ткачева (Екатеринбург)  | Екатерина Маклакова (Екатеринбург) Екатерина Шалимова (Санкт-Петербург)      | Нина Рудюкова (Тольятти) Дарья Шадчнева (Химки)                                |

### Смешанный парный разряд
| Сезон проведения | Место проведения             | Золото                                                                        | Серебро                                                                                    | Бронза                                                           |
| 2006             | Тольятти                     | Алиса Клейбанова (Москва) Сергей Демёхин (Москва)                             | Екатерина Западалова (Ярославль) Сергей Кротюк (Сочи)                                      | Елена Нарциссова (Москва) Андрей Черкасов (Москва)               |
| 2007             | Санкт-Петербург (Всеволожск) | Анастасия Пивоварова (Москва) Павел Чехов (Москва)                            | Ярослава Шведова (Москва) Михаил Елгин (Санкт-Петербург)                                   | Евгения Пашкова (Москва) Владимир Карусевич (Псков)              |
| 2008             | Ханты-Мансийск               | Мария Жаркова (Москва) Александр Красноруцкий (Обнинск)                       | ?                                                                                          | ?                                                                |
| 2009             | Ханты-Мансийск               | Ирина Коткина (Москва) Павел Чехов (Москва)                                   | Виталия Дьяченко (Москва) Илья Беляев (Москва)                                             | ?                                                                |
| 2010             | Ханты-Мансийск               | Евгения Пашкова (Москва) Денис Мацукевич (Калининград)                        | Надежда Гуськова (Раменское) Андрей Левин (Москва)                                         | ?                                                                |
| 2011             | Казань                       | Полина Монова (Уфа) Андрей Савельев (Уфа)                                     | Екатерина Иванова (Москва) Андрей Левин (Москва)                                           | Анна Смолина (Казань) Ричард Музаев (Балашиха)                   |
| 2012             | Казань                       | Марта Сироткина (Москва) Михаил Елгин (Сочи)                                  | Маргарита Гаспарян Сергей Демёхин                                                          | ?                                                                |
| 2013             | Казань                       | Маргарита Гаспарян (Москва) Михаил Елгин (Сочи)                               | Юлия Валетова (Подольск) Антон Зайцев (Сочи)                                               | Евгения Пашкова (Москва) Александр Лобков (Москва)               |
| 2014             | Казань                       | Вероника Кудерметова (Москва) Сергей Демёхин (Химки)                          | Евгения Пашкова (Москва) Денис Мацукевич (Москва)                                          | Натела Дзаламидзе (Москва) Виктор Балуда (Балашиха)              |
| 2015             | Казань                       | Алёна Тарасова (Москва) Виктор Балуда (Балашиха)                              | Вероника Кудерметова (Москва) Сергей Демёхин (Химки)                                       | Валерия Соловьёва (Саратов) Антон Зайцев (Сочи)                  |
| 2016             | Казань                       | Натела Дзаламидзе (Москва) Александр Бублик (Гатчина)                         | Полина Монова (Уфа) Денис Мацукевич (Калининград)                                          | Вероника Кудерметова (Москва) Михаил Елгин (Сочи)                |
| 2017             | Казань                       | Натела Дзаламидзе (Москва) Михаил Елгин (Сочи)                                | Яна Сизикова (Москва) Иван Гахов (Юбилейный)                                               | Вероника Кудерметова (Москва) Евгений Тюрнев (Балашиха)          |
| 2018             | Казань                       | Вероника Кудерметова (Москва) Иван Гахов (Московская область)                 | Натела Дзаламидзе (Москва) Михаил Елгин (Сочи, Краснодарский край)                         | Ольга Дорошина(Москва) Александр Лобков (Москва)                 |
| 2019             | Казань                       | Полина Монова (Уфа) Иван Гахов (Московская область)                           | Анастасия Гасанова (Саратов) Антон Зайцев                                                  | Влада Коваль (Брянск) Владимир Ковалев                           |
| 2020             | Казань                       | Анастасия Тихонова (Одинцово, Московская область) Максим Ратнюк (Симферополь) | Дарья Кружкова (Дмитров, Московская область) Антон Чехов (Красногорск, Московская область) | Натела Дзаламидзе (Москва) Александр Игошин (Иваново)            |
| 2021             | Казань                       | Полина Кудерметова (Татарстан) Иван Гахов (Юбилейный)                         | Александра Кузнецова (Москва) Павел Котов (Москва)                                         | Анастасия Тихонова (Московская область) Алексей Захаров (Москва) |
| 2022             | Казань                       | Софья Лансере (Москва) Владимир Королёв (Москва)                              | Анастасия Феклистова (Самара) Игорь Тимошенко (Краснодар)                                  | Мария Крупенина (Балашиха) Егор Агафонов (Тула)                  |
| 2023             | Казань                       | Мария Ткачева (Екатеринбург) Егор Агафонов (Рязань)                           | Виктория Михайлова (Казань) Владимир Королёв (Москва)                                      | Екатерина Казионова (Москва) Антон Чехов (Москва)                |
| 2024             | Казань                       | Мария Ткачева (Екатеринбург) Павел Вербин (Москва)                            | Мария Тимофеева (Москва) Александр Лобанов (Сочи)                                          | Анастасия Гасанова (Саратов) Михаил Елгин (Сочи)                 |